# Alboácem Ali ibne Alfurate
Alboácem Ali ibne Maomé ibne Muça ibne Haçane ibne Alfurate (Abu'l-Hasan Ali ibn Muhammad ibn Musa ibn al-Hasan ibn al-Furat; 855 - 924) foi um oficial sênior do Califado Abássida que serviu três vezes como vizir sob o califa Almoctadir (r.908  932). Inteligente e bem educado, Ali emergiu como um capaz administrador fiscal e representante de seu irmão mais velho Amade. Posteriormente veio a liderar uma das duas grandes facções civis rivais durante o califado de Almoctadir, a Banu Alfurate, a outra sendo o grupo de oficiais em torno do comandante-em-chefe Munis Almuzafar e o vizir Ali ibne Issa Aljarrá.
Abul desempenhou um importante papel na seleção de Almoctadir como califa em 908, vindo a servir como vizir em 908–912, período durante o qual conseguiu reincorporar Pérsis ao califado e restaurar certo grau de autoridade sobre os sájidas do Azerbaijão. Após um segundo mandato em 917–918, ele foi preso por seu sucessor, e foi libertado em 923, tornando-se vizir pela terceira e última vez logo depois. Sua brutalidade perante seus rivais durante seu terceiro mandato, atrelada a fracassos militares contra os carmatas, causaram sua deposição e execução, junto com seu filho Muacim, em 18 de julho de 924.

## Vida

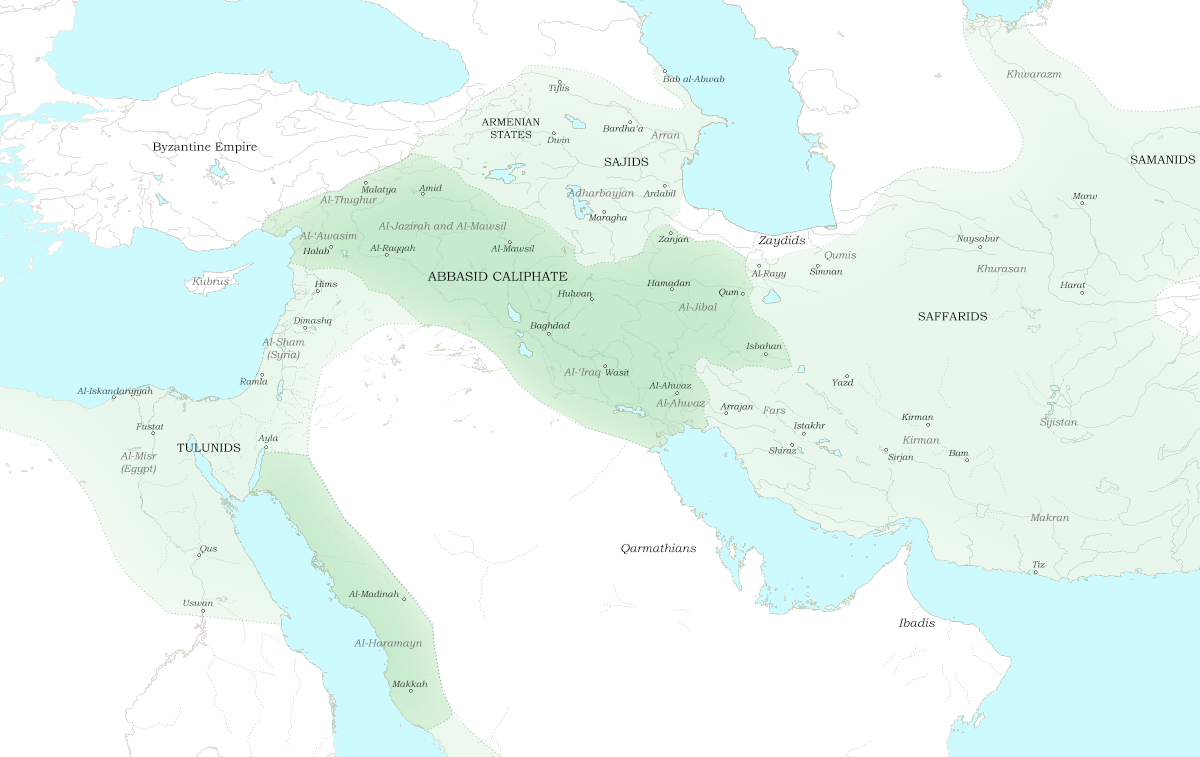
Califado Abássida após as campanhas de consolidação de Almutadide, ca. 900: as áreas sob controle abássida direto estão em verde escudo, enquanto as áreas sob suserania abássida afrouxada, mas sob governadores autônomos, em verde claro

Ali começou sua carreira ao lado de seu irmão Amade durante a última parte do califado de Almutâmide (r. 870–892) e a regência de Almuafaque (r. 870–891). Ambos eram protegidos de Ismail ibne Bulbul, que após tornar-se vizir de Almutâmide e Almuafaque em 885, inseriu-os na administração como oficiais fiscais e confiou-lhes o departamento da receita fundiária do Sauade. Após a demissão de ibne Bulbul, Amade foi preso por algum tempo, mas pela época da ascensão de Almutadide (r. 892–902) em 892, foi libertado e novamente recebeu o departamento fiscal do Sauade, e mais adiante os departamentos do imposto fundiário, com Ali como seu vice.
Os irmãos ibne Alfurate e seus apoiantes vieram a formar dois grandes grupos que dominariam a burocracia abássida pelas décadas subsequentes, os Banu Alfurate ou furátidas. Seus principais rivais eram outro grupo de famílias secretariais, os Banu Aljarrá ou jarráidas, chefiado por Maomé ibne Daúde e seu sobrinho Ali ibne Issa Aljarrá, que substituíram os Banu Alfurate como chefes dos departamentos fiscais em 899. Os dois grupos simplesmente representavam diferentes facções em um conflito pelo ofício e poder, mas havia indicativos de diferença "ideológica" também: muitas das famílias Banu Aljarrá originaram-se de famílias nestorianas convertidas e empregaram cristãos em sua burocracia, além de manterem estreitos laços com o exército, enquanto os Banu Alfurate tentaram impor firme controle civil do exército e (mas nem sempre abertamente) favoreceram o xiismo. A rivalidade entre os dois grupos foi intensa, mas principalmente contida como suas fortunas mudaram repetidamente, muito embora tortura e confisco forçado das propriedades de um oficial deposto eram comuns sob o antigo sistema estabelecido conhecido como mussadara, que forçou oficiais depostos devolverem o dinheiro que haviam desviado; com efeito, no entanto, praticamente forçou oficiais a desviar enquanto em ofício de modo a serem capazes de fornecer somas durante inquérito da mussadara.

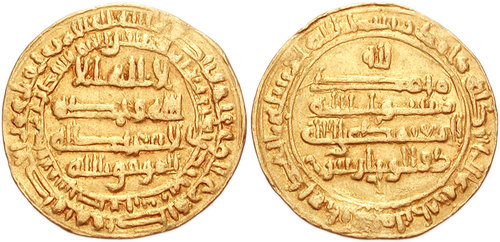
Dinar de Almutâmide r. com os nomes de Almuafaque r. e o vizir Saíde

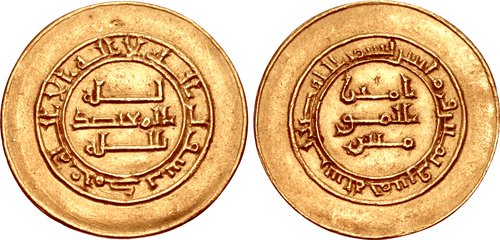
Dinar de Almutadide r.

Os dois irmãos continuaram a servir como chefes dos departamentos fiscais no califado de Almoctafi (r. 902–908). Após a morte de seu irmão em 904, Ali tornou-se o auxiliar chefe do vizir Alabas ibne Haçane de Jarjaraia. A morte de Almoctafi em 908 deixou a questão da sucessão aberta, e o vizir Alabas procurou o conselho dos mais importantes burocratas para a escolha de um sucessor. Após o conselho de Ali, os burocratas seniores optaram irmão de 13 anos de Almoctafi, Jafar, que era visto como fraco, flexível e fácil de ser manipulado pelos oficiais seniores. A escolha de Almoctadir (r. 908–932) foi, nas palavras do historiador Hugh N. Kennedy, "um desenvolvimento sinistro" e inaugurou um "dos mais desastrosos de toda a história abássida [...] um quarto de século em que todo o trabalho dos predecessores [de Almoctadir] seria desfeito". Após o golpe abortivo dos apoiantes de Abedalá ibne Almutaz em 17 de dezembro, em 18 de dezembro de 908 Ali foi nomeado vizir.
Seu primeiro mandato como vizir foi um dos de mais próximo autoridade absoluta, com apenas um pequeno grupo de oficiais palacianos, a mãe do califa e alguns eunucos cortesões, fornecendo algumas verificações a sua autoridade, e isso apenas à distância. Entre os sucessos do período estavam a recuperação de Pérsis, o reconhecimento da suserania abássida pelo emir sájida do Azerbaijão, Iúçufe ibne Abi Alçaje (r. 901-919; 922-928), em troca de um modesto tributo anual de 120 mil dirrãs. Graças a este acordo, Iúçufe dai em diante considerou Ali seu protetor, e mesmo incluiu o nome dele em sua cunhagem.
Logo, contudo, Ali começou a abusar de seu poder e roubou grandes somas do tesouro, o que levou-o a demissão e prisão em 21 de julho de 912. Ele foi substituído por Maomé ibne Ubaide Alá Alcacani. Ele foi renomeado para o vizirado em 3 de junho de 917, sucedendo seu antigo rival Ali ibne Issa, mas seu segundo mandato foi abalado pela rebelião de Iúçufe, que havia começado a manter o tributo para Baguedade e havia conquistado algumas das províncias governadas pelo Império Samânida no nordeste do Irã. Ali tentou interceder em nome de Iúçufe, mas sem sucesso: ele foi demitido em novembro de 918, e Iúçufe foi derrotado e levado prisioneiro para Baguedade pelo comandante-em-chefe abássida Munis Almuzafar, em 919. O sucessor de Ali foi Hamide ibne Alabas, um homem ambicioso, mas com já mais de 80 anos e totalmente não familiarizado com os assuntos administrativos. Durante seu vizirado, o poder foi exercido por seu vice, que não era ninguém menos que Ali ibne Issa. Ali permaneceu preso no palácio califal durante tudo o período, sendo libertado apenas com a demissão de ibne Alabas em 923, e foi renomeado ao vizirado pela terceira e última vez em 7 de agosto.

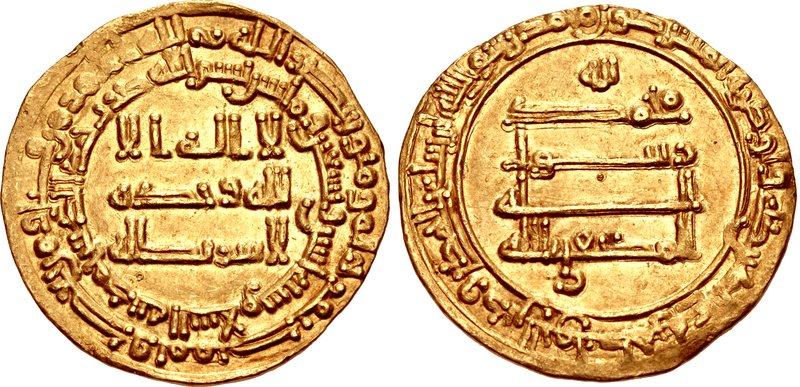
Dinar de Almoctafi r.

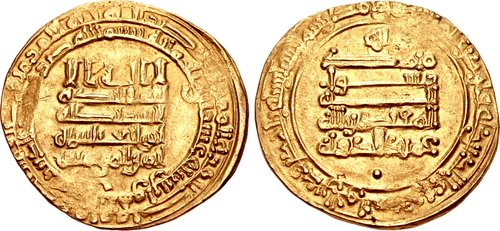
Dinar de Almoctadir r.

O último mandato de Ali, de agosto de 923 até junho de 924 é unanimemente condenado pelos historiadores árabes como um período obscuro, o "ano da destruição". Em vez de tratar seus rivais depostos com clemência, como fez durante os dois mandatos anteriores, Ali, auxiliado por seu filho Muassim, tomou a oportunidade de vingar-se de qualquer pessoas que havia prejudicado-o, e empregou violência liberalmente para extorquir grandes somas de dinheiros daqueles nomeados sob Hamide. Para reforçar ainda mais a sua própria posição, enviou o poderoso Munis Almuzafar ao semi-exílio em Raca. A autoridade do governo foi minada ainda mais pelo ressurgimento súbito e dramático da ameaça carmata, com o saque de Baçorá em 923 e a destruição da caravana dos peregrinos haje retornando em abril/maio daquele ano. Incapaz de parar nem responder efetivamente a estes ataques, a popularidade de Ali entre a população despencou, levando a revoltas em Baguedade. Ao mesmo tempo, sua brutalidade causou ressentimento entre os burocratas e as dificuldades financeiras do califado significou que ele não podia pagar os salários do exército regularmente. Como resultado, a pressão crescente foi colocada sobre o califa pelos membros da corte e o exército agiu. Finalmente, no começo de junho de 924 Almoctadir prendeu Ali e seu filho. Almoctadir manteve muita simpatia pelo homem que havia sido seu mentor, e cuja inteligência e habilidade ele respeitava, mas quando o antigo vizir e seu filho foram levados diante do califa para julgamento, Ali perdeu qualquer benevolência devido sua atitude insolente. Ali e Musassim foram executados em 18 de julho de 924. Da poderosa Banu Alfurate, o sobrinho de Ali, Alfadle, conseguiu readquirir alto ofício após 927 e mesmo serviu brevemente como vizir em 932 e 937.

## Caráter e avaliação
Ali ibne Alfurate foi uma personalidade complexo. Bem-educado e altamente culto, foi muito inteligente e notoriamente eloquente. Distinguiu-se como um administrador fiscal extremamente capaz, "comprometido com a reforma do abuso e a elevação das receitas do estado sem opressão" (Hugh Kennedy) e capaz para "solucionar rapidamente o que pareciam ser os problemas mais complicados" (Dominique Sourdel). Como cortesão, exerceu poder no estilo de um "grande senhor feudal" (Kennedy), tendo afinidade com o luxo e gastando grandes extravagâncias com seus apoiantes para engrandecer sua própria imagem. Ao mesmo tempo, sua lealdade primária não foi com o Estado ou o califa, mas com a melhoria e enriquecimento dele próprio e seus apoiantes, que formaram quase um "secreto partido político-religioso" (Sourdel) de xiismo duodecimano dentro do coração do Califado Sunita. Além disso, apesar de combater a corrupção dos outros, não estava acima de quebrar a lei para seu próprio benefício, e era "até certo ponto implacável e sem escrúpulos quando se tratava de promover seus próprios interesses" (Kennedy).